# Досо (королевство)
Досо — государство на территории современного Нигера, управляющееся джермакоем — традиционным главой народа джерма. Было основано джерма в XVIII веке. Во время правления джермакоя Аттику вошло в состав французской колонии Нигер. Джермакои поддерживали французскую власть в регионе и помогали подавлять восстания других народов. Королевство Досо существует до сих пор в качестве церемониального.